# Иркутское товарищество белорусской культуры имени Яна Черского
Ирку́тское това́рищество белору́сской культу́ры и́мени Я́на Че́рского (бел. Іркуцкае таварыства беларускай культуры імя Яна Чэрскага) — региональная общественная организация, созданная в Иркутске в 1996 году с целью возрождения и развития духовных и культурных ценностей белорусов.
При товариществе действует 15 фольклорных ансамблей, белорусский народный хор, три танцевальных группы, молодежный клуб «Крывічы», библиотека белорусской литературы, музей-мастерская «Белорусская хатка», постоянная выставка-продажа белорусских сувениров, редакция бюллетеня-газеты «Маланка», консультативный центр «Аист» и литературно-исторический клуб «Спадчына» («Наследие»).